# Marchtrenk
Marchtrenk – miasto w Austrii, w kraju związkowym Górna Austria, w powiecie Wels-Land. Liczy 12730 mieszkańców (1 stycznia 2015).